# Jean Quiquampoix
Jean Mario Serge Quiquampoix, född 3 november 1995 i Paris, är en fransk sportskytt.
Quiquampoix blev olympisk silvermedaljör i snabbpistol vid sommarspelen 2016 i Rio de Janeiro. Vid olympiska sommarspelen 2020 i Tokyo tog Quiquampoix guld i 25 meter snabbpistol.